# Лапи (град)
Ла̀пи (на полски: Łapy) е град в Североизточна Полша, Подляско войводство, Бялистошки окръг. Административен център е на градско-селската Лапска община. Заема площ от 12,14 км2. Към 2012 населението му възлиза на 16 200 души.